# Malachia (profeta)
Malachia è l'ultimo dei profeti minori dell'Antico Testamento, autore del Libro di Malachia; sarebbe vissuto attorno al V secolo a.C..

## Libro di Malachia
Il suo libro profetico è l'ultimo di quelli dei Profeti minori, sia per la tradizione ebraica, secondo la quale Malachia è appunto il "sigillo dei profeti", che secondo quella cristiana. Si compone di sei brani costituiti sullo stesso tipo; Jahvé, o il suo profeta, lancia un'affermazione, che è discussa dal popolo o dai sacerdoti e che è sviluppata in un discorso in cui si alternano minacce e promesse di salvezza. Sono soprattutto due i temi che lo riguardano: le colpe cultuali dei sacerdoti e dei fedeli e lo scandalo dei matrimoni misti e dei divorzi.
Quasi del tutto assenti sono i dati biografici del profeta Malachia che sembra essere appartenuto alla tribù di Zabulon ed essere nato a Sofa. Sarebbe vissuto dopo la ricostruzione del tempio di Gerusalemme nel 520 a.C., quindi al ritorno dall'esilio babilonese del 538 a.C. Erano da poco scomparsi i profeti Aggeo e Zaccaria. In questo libro infatti si accusa quanto si sia svuotato di significato religioso la celebrazione dei riti del tempio. In tal senso la voce del profeta Malachia denuncia l'esteriorità priva di interesse reale. Egli invita i fedeli a saper attendere l'incontro con il Signore. Infatti il libro termina con una visione escatologica che annuncia la venuta di un messaggero del Signore che discernerà gli empi dai fedeli; in questa si vede una profezia della venuta di Giovanni Battista.
Malachia è venerato come santo dalla Chiesa cattolica e celebrato il 18 dicembre.